# Microrregión de Paulo Afonso
La microrregión de Paulo Afonso es una de las  microrregiones del estado brasileño de la Bahia perteneciente a la mesorregión  Valle São-Franciscano de la Bahia. Su población fue estimada en 2009 por el IBGE en 165.997 habitantes y está dividida en seis municipios. Posee un área total de 12.171,506 km².

## Municipios
- Abaré
- Chorrochó
- Glória
- Macururé
- Paulo Afonso
- Rodelas

- Datos: Q2426469